# Лантана (футбольный клуб)
«Лантана» (эст. Tallinna FC Lantana) — эстонский футбольный клуб из города Таллин. Чемпион Эстонии 1995/96 и 1996/97 года. Расформирован в 1999 году.

## История
Юридической датой основания клуба «Лантана» является 1995 год. Фактически в 1994 году бизнесмены Анатолий и Сергей Беловы приобрели клуб высшей лиги Эстонии «Николь» и переименовали его в «Лантана-Марлекор», однако по окончании сезона 1994/95 из-за судебных споров клуб был разделён на две части, каждая из которых со следующего сезона получила место в высшей лиге. Ряд источников приписывают к истории «Лантаны» выступления клуба «Николь» в 1992—1994 годах (в том числе бронзовые награды чемпионата в 1993 и 1994 годах и Кубок Эстонии в 1993 году), однако большинство источников относят историю «Николи» к клубу ТФМК.
С 1994 по 1995 год клуб носил имя «Лантана-Марлекор», с 1995 года — «Лантана». В 1996 и 1997 годах «Лантана» становилась чемпионом Эстонии и победителем Суперкубка Эстонии в 1997 году. В 1999 году клуб прекратил своё существование.

## Выступление клуба в еврокубках
- 1К = первый квалификационный раунд
- 2К = второй квалификационный раунд
- К = квалификационный раунд

| Сезон     | Турнир         | Раунд | Страна                     | Клуб              | Счёт     |
| --------- | -------------- | ----- | -------------------------- | ----------------- | -------- |
| 1993/94   | Кубок кубков   | К     | Флаг Норвегии              | Лиллестрём        | 0:4, 1:4 |
| 1995/96   | Кубок кубков   | К     | Флаг Латвии                | ДАГ-Лиепая        | 0:3, 0:0 |
| 1996/97   | Кубок УЕФА     | 1К    | Флаг Исландии              | Вестманнаэйяр     | 2:1, 0:0 |
|           |                | 2К    | Флаг Швейцарии             | Арау              | 0:4, 2:0 |
| 1997/98   | Лига чемпионов | 1К    | Флаг Финляндии             | Джаз              | 0:1, 0:2 |
| 1998/99   | Кубок кубков   | К     | Флаг Шотландии (1542—2003) | Харт оф Мидлотиан | 0:1, 0:5 |
| 1999/2000 | Кубок УЕФА     | 1К    | Флаг Грузии (1990—2004)    | Торпедо (Кутаиси) | 0:5, 2:4 |

## Достижения
- Чемпион Эстонии (2): 1995/96, 1996/97
- Серебряный призер Чемпионата Эстонии (1): 1994/95
- Бронзовый призёр Чемпионата Эстонии: 1997/98, 1998
- Финалист Кубка Эстонии (3): 1994/95, 1996/97, 1997/98
- Обладатель Суперкубка Эстонии (1): 1997
- Финалист Суперкубка Эстонии (1): 1996